# Park Pobedy (métro de Moscou)
Pour les articles homonymes, voir Park Pobedy.
Park Pobedy (en russe : Парк Побе́ды et en anglais : Park Pobedy) est une station des lignes Arbatsko-Pokrovskaïa (ligne 3 bleue) et Kalininsko-Solntsevskaïa (ligne 8 jaune) du métro de Moscou. Elle est située sur le territoire du raïon Dorogomilovo dans le district administratif ouest de Moscou.

## Situation sur le réseau
Établie en souterrain, à 84 mètres sous le niveau du sol, la station Park Pobedy est située au point 70+28 de la ligne Arbatsko-Pokrovskaïa (ligne 3 bleue), entre les stations Kievskaïa (en direction de Chtchiolkovskaïa), et Slavianski boulvar (en direction de Piatnitskoïe chosse),
Elle est également située au point 086+28 de la ligne Kalininsko-Solntsevskaïa sur un tronçon qui ne comporte que deux stations ouvertes Park Pobedy et Delovoï tsentr.

## Histoire
La station Park Pobedy est mise en service le 6 mai 2003, lors de l'ouverture à l'exploitation du prolongement ouest entre Kievskaïa et Park Pobedy.
Elle est nommée en référence au parc se situant au-dessus de la station. Elle a été ouverte en commémoration de la victoire sur le front Est durant la seconde guerre mondiale. Elle était le terminus de la Ligne Arbatsko-Pokrovskaïa, jusqu'à l'ouverture de la station Stroguino.